# Iltapäivä
Iltapäivä är Sveriges Radios finskspråkiga talkshow som sänds i P2 och i Stockholm i P6 (89.6). Sveriges Radio Sisuradio startade programmet i oktober 2015 med programledarna Jorma Ikäheimo och Helena Huhta. Från mars 2016 till januari 2017 programledde Marika Pietilä showen tillsammans med Ikäheimo och sedan januari 2017 är programledarna Ikäheimo och programmets tidigare producent Hanna Paimela Lindberg.
Programmet produceras av Taneli Männikkö och Virpi Inkeri.

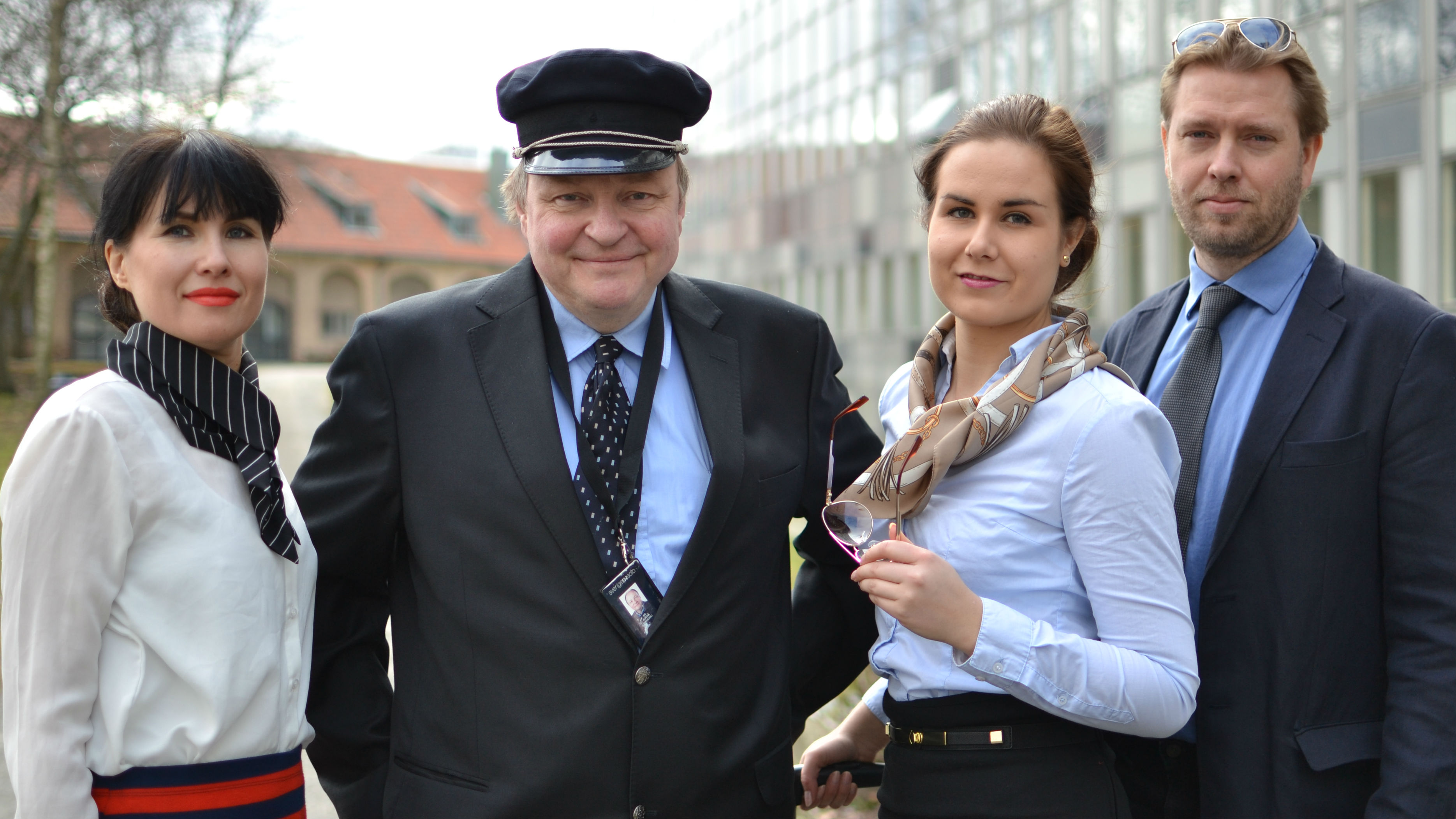
Producent Hanna Lindberg, programledare Jorma Ikäheimo, programledare Marika Pietilä och producent Taneli Männikkö.

Iltapäivä är ett finskt ord som betyder eftermiddag.